# Albert Hewett Coons
Albert Hewett Coons (* 28. Juni 1912 in Gloversville, New York; † 30. September 1978 in Brookline, Massachusetts) war ein US-amerikanischer Mediziner (Pathologie, Immunologie). Er war der Erste, der in den 1940er Jahren Immunfluoreszenz-Techniken entwickelte und anwandte.
Coons studierte am Williams College in Williamstown (Massachusetts) mit dem Bachelor-Abschluss 1933, und an der Harvard Medical School, die er mit einem M. D. abschloss Es folgte die Facharztausbildung am Massachusetts General Hospital (Residency), der sich eine Fellowship in Bakteriologie und Immunologie im dortigen Thorndike Memorial Laboratory bei Hans Zinsser anschloss. 1939 kam ihm bei einem Aufenthalt in Berlin an der Charité die Idee, Antigene durch mit fluoreszierenden Molekülen gekennzeichnete spezifische Antikörper nachzuweisen. Nach seiner Rückkehr nach Boston forschte er daran, wobei er die chemischen Techniken mit dem organischen Chemiker Louis Fieser entwickelte und bei Antikörpern gegen Pneumokokken testete, denen er das fluoreszierende Moleküle Anthrazen-Isocyanat anhängte. Die Antikörper behielten ihre Wirkung und führten zur Ausflockung der Pneumokokken, die nun unter UV-Licht im Mikroskop sichtbar war.
Coons entwickelte danach die Techniken der Immunfluoreszenz (Immunhistochemie) weiter. Er war nach seinem Wehrdienst als Pathologe und Laborleiter im US Army Medical Corps im Pazifikkrieg ab 1946 wieder als Wissenschaftler in Harvard und wurde dort 1947 Instructor. 1953 wurde er Career Investigator der American Heart Association und gleichzeitig Gastprofessor in Harvard. 1970 erhielt er einen Lehrstuhl in der Abteilung Bakteriologie und Immunologie der Harvard Medical School, ab 1971 in der Abteilung Pathologie.
Er war Präsident der Histochemistry Society und in den Jahren 1960/1961 der American Association of Immunologists sowie mehrfacher Ehrendoktor. 1959 erhielt er den Albert Lasker Award for Basic Medical Research, 1961 den Paul-Ehrlich-und-Ludwig-Darmstaedter-Preis, 1962 einen Gairdner Foundation International Award und den Passano Award und 1966 den Emil-von-Behring-Preis. 1954 wurde er in die American Academy of Arts and Sciences gewählt, 1962 in die National Academy of Sciences.